# Мидо
Ахмед Хоссам Хуссейн Абдельхамид эль-Дин Вассфи (араб. احمد حسام حسين عبد الحميد‎), более известный как Мидо́ — египетский футболист и тренер, выступавший на позиции нападающего. Игрок сборной Египта (2001—2009). За свою карьеру успел поиграть за клубы Египта, Бельгии, Нидерландов, Испании, Франции, Италии, Англии.

## Карьера
Начал профессиональную карьеру в каирском клубе «Замалек» в 1999 году. Мидо смог забить 3 гола в 4 матчах чемпионата Египта, что привлекло скаутов бельгийского «Гента». Летом 1999 года он перешёл в «Гент», клуб заплатил за него 420 000 €. В команде провёл всего один год, сыграл 21 матча и забил 11 мячей. По итогам сезона получил награду как лучший африканский футболист Бельгии.
23 августа 2010 года на правах свободного агента Мидо подписал контракт с голландским клубом «Аякс» сроком до 30 июня 2011 года. 4 января 2011 года амстердамцы объявили о выставлении игрока на трансфер. После «Аякса» Мидо выступал за египетский «Замалек» и английский «Барнсли». В январе 2013 года он получил статус свободного агента.